# St. John's Red Storm

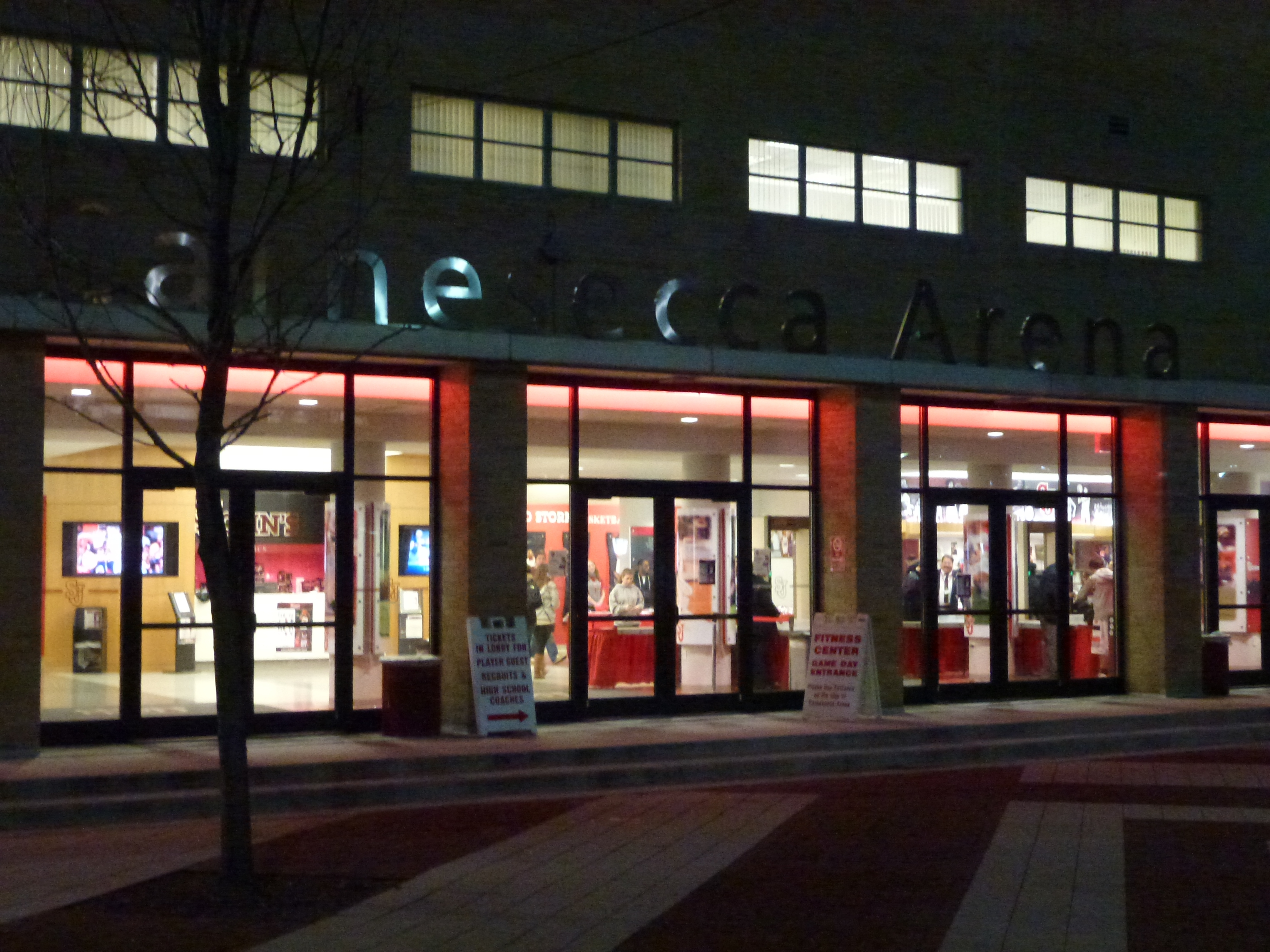
Carnesecca Arena.

St. John's Red Storm (español: Tormenta roja de St. John's) es el nombre de los equipos deportivos de la Universidad St. John's, situada en Queens, Nueva York. Los equipos de los Red Storm participan en las competiciones universitarias organizadas por la NCAA, y forman parte de la Big East Conference.

## Equipos
Los Red Storm tienen 16 equipos oficiales:
| Masculinos - Baloncesto - Golf - Fútbol - Tenis - Esgrima - Béisbol - Lacrosse | Femeninos - Baloncesto - Golf - Fútbol - Tenis - Esgrima - Sófbol - Atletismo - Voleibol - Cross |

## Baloncesto
El programa de baloncesto de la Universidad St. John's data de 1908, y son el quinto equipo de toda la historia del baloncesto universitario masculino estadounidense con más victorias. 
Han alcanzado en 2 ocasiones la Final Four de la División I de Baloncesto Masculino de la NCAA (1952 y 1985) y han ganado en 8 ocasiones el título de la Big East Conference.
59 de sus jugadores han sido elegidos en el Draft de la NBA, de los cuales 48 han acabado jugando en la misma, entre los que destacan Chris Mullin, Walter Berry, Mark Jackson o Bill Wennington.

## Fútbol
En 1996 ganaron el campeonato nacional de fútbol de la División I de la NCAA. En 2003 alcanzaron nuevamente la final, pero esta vez perdieron ante los Indiana Hoosiers.